# Красноармейское (Ивановская область)
Красноарме́йское — село в Шуйском районе Ивановской области России, входит в состав Остаповского сельского поселения.

## География
Село расположено на берегу реки Тезы в 11 км на юг от города Шуи.

## История
Впервые Архангельская церковь в Архангельском погосте упоминается в писцовых книгах 1629 года, составленных Афанасием Вековым: «в Шуйском уезде в Борисоглебской волости погост Архангельский на реке Тезе, а на погосте церковь Собор Архангела Михаила да придел Николая Чудотворца деревянная. Вверху в церкви Архангела Михаила образов в Деисусе двенадцать образов на прозелени, да на престоле образ Пресвятыя Богородицы Одигитрия на золоте, крест большой выносной, двери царския и сень и столбец на золоте, да местных образов — образ Архангела Михаила, да образ Собор Архангела Михаила на золоте, образ Пресвятыя Богородицы Казанския на прозелени, образ Пресвятыя Богородицы на золоте, образ Страстотерпца Георгия на золоте, сосуды церковные белые, Евангелие напрестольное письменное тетр, да в приделе у Николы Чудотворца образ в Деисусе, семь образов на прозелени, да на престоле образ Пресвятыя Богородицы Одигитрия, и крест большой выносной на золоте, да местных образов образ Николы Чудотворца Можайского на золоте, да пред образы девять свечь местных, да книги Евангелие напрестольное тетрадь письменное, шестодневец, две триоди цветная да постная письменные, Апостол печатной тетрадь, минее общая печатная, пролог письменный, псалтырь и кануны письменные, святцы с тропари и кондаки письменные, часовник письменной, паникадило медное, да кадило медное ж, сосуды церковные белые, да на колокольнице три колокола да клепало, а в церкви образы и в ней все церковное строение мирское».
Из истории Архангельской церкви XVIII столетия известно, что в погосте существовала другая деревянная церковь с одним престолом в честь Святой Живоначальной Троицы. К концу этого столетия обе церкви обветшали, поэтому прихожане вместо них соорудили каменные церкви. Тёплая церковь построена в 1784 году. Престолов в ней было два: в честь Архангела Михаила и в приделе — во имя Святителя Чудотворца Николая. Холодная пятиглавая церковь построена в 1797 году. Престол в ней был один — в честь Святой Живоначальной Троицы. С 1882 года в погосте существовала земская народная школа.
В конце XIX — начале XX века село входило в состав Сергеевской волости Шуйского уезда Владимирской губернии. В 1859 году в селе числилось 15 дворов, в 1905 году — 25 дворов.

## Население
| 1859у | 1905 |
| ----- | ---- |
| 104   | 94   |

| 1859 | 1905 | 2010 |
| ---- | ---- | ---- |
| 104  | ↘94  | ↘41  |

## Достопримечательности
В селе расположены действующие церковь Михаила Архангела и церковь Троицы Живоначальной